# Dactylolabis satanas
Dactylolabis satanas är en tvåvingeart som beskrevs av Evgenyi Nikolayevich Savchenko 1971. Dactylolabis satanas ingår i släktet Dactylolabis och familjen småharkrankar.
Artens utbredningsområde är Mongoliet. Inga underarter finns listade i Catalogue of Life.